# Secundino Esnaola Berrondo
Secundino Esnaola Berrondo (Zumárraga, Guipúzcoa, 21 de mayo de 1878 - San Sebastián, 22 de octubre de 1929) fue un director de orquesta, director de coro y compositor español.

## Biografía
Su primer contacto con la música tiene lugar en la iglesia parroquial de Santa María de la Asunción de Zumárraga. Juan Lino de Leturia fue su primer mentor, con quien realizó sus primeros escarceos con el solfeo. Desde muy temprana edad mostró inclinación y destreza en el canto.
Su potente voz causó admiración en Vergara, donde fue seminarista. Después se trasladó al Seminario Conciliar de Salamanca, donde su inclinación innata por el mundo vocal le llevó a formar y dirigir un coro con sus compañeros.
Con 21 años dejó el seminario y volvió a San Sebastián donde trabajó como sochantre en la iglesia parroquial de San Vicente. Allí impartió clases de solfeo y canto y a la vez cursó estudios de armonía con Bonifacio Echeverría y de contrapunto y fuga con Julio Valdés.
En 1902, a la muerte de Norberto Luzuriaga, Luxu, fue nombrado Director del Orfeón Donostiarra, ganando al poco tiempo el Concurso Internacional de Orfeones de Royan. Inyectó savia nueva al Orfeón, permitiendo la admisión de mujeres y niños, pese a las protestas de los detractores. Secundino convirtió al Orfeón Donostiarra en uno de los mejores coros de la historia, siendo el Gran Casino de San Sebastián el lugar preferido para ofrecer sus recitales.
Siendo ya un gran director de reconocido prestigio, continuó estudiando para ser maestro de canto. También compuso pequeñas obras religiosas. El Gobierno francés le distinguió con el título de «Officier de l'Instruction Publique».
Acreedor de honores, como las Palmas Académicas Francesas y la Cruz de Alfonso XII, la villa de Zumárraga le nombró "Hijo Predilecto" el 3 de julio de 1927, cuando llevaba 25 años dirigiendo el Orfeón. Aquel día llegaron a Zumárraga los doscientos componentes del Orfeón Donostiarra de la época e interpretaron un recital en la Iglesia. Tras la celebración de un gran homenaje en el Ayuntamiento, se hizo un recital público en el Frontón Municipal de dicha localidad.
Su funeral, celebrado en San Sebastián, se convirtió en una muestra grandiosa de dolor y máximo reconocimiento popular.
En Zumárraga, localidad natal de Secundino Esnaola, hay una calle que lleva su nombre. En San Sebastián, una calle del barrio de Gros y una plazoleta adyacente llevan también el nombre del que fuera director del Orfeón Donostiarra.